# Dascha Polanco
Dascha Polanco (Santo Domingo, 3 dicembre 1982) è un'attrice dominicana naturalizzata statunitense, principalmente nota per il ruolo di Dayanara "Daya" Diaz nella serie televisiva Orange Is the New Black, serie per la quale, nel 2016, viene premiata assieme al cast con lo Screen Actors Guild Award per il miglior cast in una serie commedia.

## Biografia
Cresciuta tra Miami e New York, dopo la separazione dei genitori (rispettivamente un meccanico ed una cosmetologa), è andata a vivere con la madre. Dopo il diploma di laurea in psicologia all'Hunter College di New York ha lavorato nel settore sanitario per poi, solo successivamente, dedicarsi alla recitazione. Dascha ha due figli e nell'episodio 5x08 di Orange Is the New Black è la figlia maggiore dell'attrice, Dasany, ad interpretare il personaggio personificato da Dascha Polanco, Daya, da adolescente.

## Filmografia parziale

### Cinema
- Non lasciarmi sola (Gimme Shelter) regia di Ron Krauss (2013)
- Mr Cobbler e la bottega magica (The Cobbler) regia di Thomas McCarthy (2014)
- Joy regia di David O. Russell (2015)
- The Irishman, regia di Martin Scorsese (2019)
- Sognando a New York - In the Heights (In the Heights), regia di Jon M. Chu (2020)
- DC League of Super-Pets, regia di Jared Stern (2022) – voce
- Samaritan, regia di Julius Avery (2022)
- Air Force One Down, regia di James Bamford (2024)

### Televisione
- Unforgettable – serie TV, episodio 1x10 (2012)
- NYC 22 – serie TV, episodio 1x02 (2012)
- Orange Is the New Black – serie TV, 79 episodi (2013-2019)
- American Crime Story – serie TV, episodi 2x01-2x02-2x09 (2018)
- Russian Doll – serie TV, 4 episodi (2019)
- When They See Us, regia di Ava DuVernay – miniserie TV, puntata 03 (2019)
- Evil – serie TV, episodio 1x03 (2019)
- Il mondo di Karma (Karma's World) – serie animata, episodi 1x02-1x12-1x13 (2021) - voce
- Poker Face – serie TV, episodio 1x01 (2023)
- Dora – serie animata, episodi 2x05-2x15 (2024) - voce
- The Walking Dead: Dead City – serie TV, 6 episodi (2025)

## Doppiatrici italiane
Nelle versioni in italiano delle opere in cui ha recitato, Dascha Polanco è stata doppiata da:
- Eva Padoan in Orange Is the New Black, Samaritan, Air Force One Down
- Francesca Manicone in Joy
- Rachele Paolelli in American Crime Story
- Chiara Gioncardi in Evil
- Roberta De Roberto in The Walking Dead: Dead City

Da doppiatrice è sostituita da:
- Eva Padoan in Il mondo di Karma
- Erica Necci in DC League of Super-Pets